# Wash Westmoreland
Wash Westmoreland, nato Paul Westmoreland (Leeds, 4 marzo 1966), è un regista, sceneggiatore e produttore cinematografico britannico.
Conosciuto anche con gli pseudonimi Wash West e Bud Light, è noto per il suo lavoro nel cinema indipendente, nella pornografia e nel campo nei documentari assieme a suo marito e partner professionale Richard Glatzer.

## Biografia
Westmoreland nasce a Leeds, Inghilterra, nel 1966, figlio di un ingegnere della Central Electricity Generating Board, nota azienda di fornitura elettrica britannica, e di una receptionist in un parrucchiere locale. Viene chiamato dai genitori Paul, ma ben presto gli viene affibbiato il soprannome "Wash", che mantiene anche nel corso della sua carriera. Terminate le scuole superiore intendeva studiare scienze all'università, con la prospettiva di seguire le orme del padre nelle centrali dello Yorkshire, ma in quel periodo vive un momento di sbandamento dopo aver subito il lavaggio del cervello da parte di un culto religioso della Jugoslavia chiamato "The Children of God". Uscito dalla setta torna in Inghilterra, dove si iscrive all'Università di Newcastle per studiare scienze politiche, successivamente si appassiona agli studi sull'Asia Orientale e studia giapponese all'Università di Fukuoka, in Giappone, laureandosi nel 1990.
Nel 1992 emigra negli Stati Uniti d'America, inizialmente vive a New York City e successivamente a New Orleans, dove ha lavorato come lavapiatti e per un'impresa di pulizie. Nel 1995 si trasferisce a Los Angeles per perseguire una carriera nel cinema.

### Carriera
Arrivato a Los Angeles con l'idea di realizzare un film intitolato The Fluffer, una storia ambientata nella moderna industria pornografica. Muove i primi passi lavorando come assistente operatore per il film di Bruce LaBruce Hustler White, nel frattempo inizia a raccogliere informazioni sul mondo della pornografia gay per realizzare il suo progetto e ottiene un lavoro come regista presso la BIG Video, un'etichetta minore per cui ha diretto alcuni film pornografici sotto il nome Wash West, tra cui Toolbox e Dr Jerkoff and Mr Hard.
Sempre per la BIG Video, nel 1997 scrive e dirige il film pornografico Naked Highway, elogiato dalla critica del settore per le scelte musicali e l'uso del colore alternato a sequenze in bianco e nero. Il film è stato distribuito anche in versione softcore e venduto nei punti vendita tradizionali. Naked Highway ha vinto 5 Grabby Awards e 5 GayVN Awards. Nello stesso periodo ottiene un piccolo ruolo come attore nel film Velvet Goldmine, diretto da Todd Haynes.
Nel 1999 dirige il thriller pornografico Animus per la All Worlds Video, con protagonista Blake Harper, che hanno vinto diversi premi del settore. In seguito, sotto il nome di Bud Light, ha scritto e diretto Devil Is a Bottom, che ha vinto un GayVN Awards e un Grabby Awards nella categoria "Best Sex Comedy".

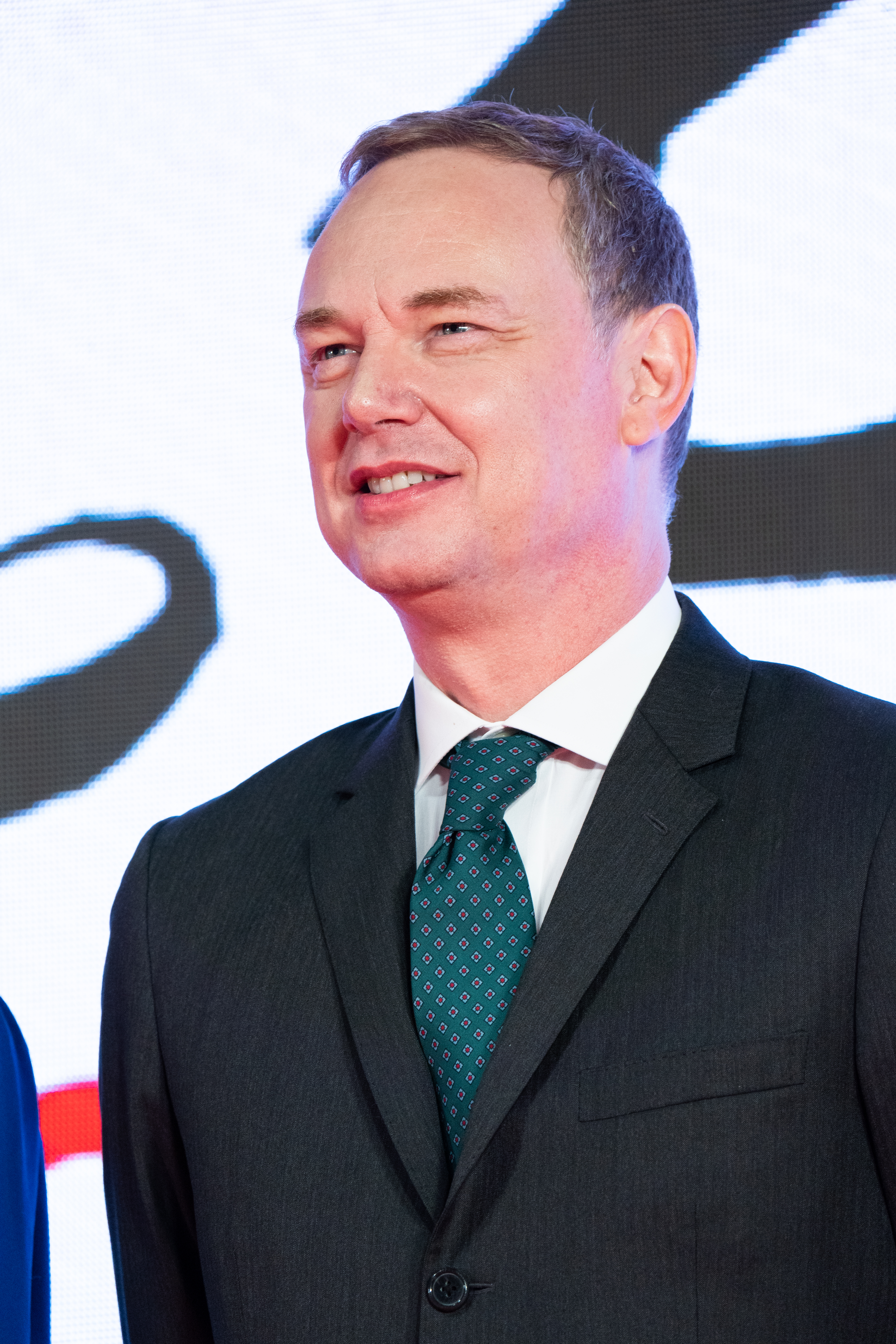
Wash Westmoreland al Tokyo International Film Festival 2019

Il suo lavoro nel settore per adulti è culminato nel 2001 con la realizzazione del film indipendente The Fluffer, co-diretto assieme al compagno Richard Glatzer. The Fluffer è un progetto che covava da tempo, liberamente ispirato a molti eventi e personaggi reali incontrati negli anni di lavoro nella pornografia gay. Dopo The Fluffer ha diretto ancora alcuni film pornografici, tra cui The Seven Deadly Sins: Gluttony  per la All Worlds Video, sulla base de Il ritratto di Dorian Gray di Oscar Wilde, e The Hole, parodia del film horror The Ring per la Jet Set Productions. Per questi titoli, Westmoreland ha vinto molti premi del settore.
Dopo la parentesi come regista pornografico inizia a dedicarsi ad altri progetti; nel 2003 realizza il documentario per VH1 intitolato Totally Gay!, in cui si analizza l'evoluzione della cultura gay negli Stati Uniti dal 1993 al 2003. Successivamente dirige il documentario Gay Republicans, che racconta di un gruppo di omosessuali conservatori, sostenitori del Presidente George W. Bush, che vedono il loro partito alla deriva del fanatismo cristiano. Il documentario è stato trasmesso sul canale via cavo Trio la notte delle elezioni presidenziali del 2004. In seguito una versione più estesa è stata mostrata all'AFI Fest, dove ha vinto il premio del pubblico per il miglior documentario.
Nel 2006 sempre assieme a Richard Glatzer scrive e dirige il film indipendente Non è peccato - La Quinceañera, vincitore di numerosi premi tra cui; miglior film e premio del pubblico al Sundance Film Festival 2006 e premio John Cassavetes agli Independent Spirit Awards 2007.
Nel 2008 produce il film biografico Pedro sulla vita dell'attivista Pedro Zamora, gay dichiarato che negli anni novanta ha partecipato al reality show di MTV The Real World: San Francisco, alimentando in maniera positiva il dibattito pubblico sul problema dell'HIV. Il film, basato su una sceneggiatura Dustin Lance Black, è stato trasmesso su MTV con un'introduzione dell'ex Presidente degli Stati Uniti Bill Clinton.
Nel settembre 2013 sposa Richard Glatzer. Con lui dirige Still Alice, presentato, con Julianne Moore, premiata come miglior attrice protagonista ai Premi Oscar del 2015.
Rimane vedovo il 10 marzo 2015, dopo la morte di Richard Glatzer, da tempo affetto da sclerosi laterale amiotrofica.

## Filmografia

### Regista
- Squishy Does Porno (1995) - cortometraggio
- Toolbox (1996) (con il nome Wash West)
- Dr. Jerkoff & Mr. Hard (1997)
- Naked Highway (1997)
- Red, Hot & Safe (1998) (con il nome Wash West)
- Technical Ecstasy (1999)
- Animus (1999) (con il nome Wash West)
- Brothers in Arms (2000) (con il nome Bud Light)
- Devil Is a Bottom (2000) (con il nome Bud Light)
- The Florida Erection: No One Likes Bush (2001) (con il nome Bud Light)
- The Seven Deadly Sins: Gluttony (2001) (con il nome Wash West)
- SuperCharge (2001) (con il nome Bobby Dazzler)
- The Fluffer (2001)
- Porn Academy (2002) (con il nome Bud Light)
- Rubber Is Natural (2002) - cortometraggio
- The Hole (2003) (con il nome Wash West)
- Totally Gay! (2003) - documentario TV
- Gay Republicans (2004) - documentario TV
- Non è peccato - La Quinceañera (Quinceañera) (2006)
- The Last of Robin Hood (2013)
- Still Alice (2014)
- Z - L'inizio di tutto (Z: The Beginning of Everything) – serie TV, episodi 1x08-1x09 (2017)
- Colette (2018)
- Dove la terra trema (Earthquake Bird) (2019)

### Sceneggiatore
- Squishy Does Porno (1995) - cortometraggio
- Naked Highway (1997)
- Technical Ecstasy (1999)
- Animus (1999) (con il nome Wash West)
- Brothers in Arms (2000) (con il nome Bud Light)
- The Seven Deadly Sins: Gluttony (2001) (con il nome Wash West)
- The Fluffer (2001)
- The Hole (2003) (con il nome Wash West)
- Totally Gay! (2003) - documentario TV
- Gay Republicans (2004) - documentario TV
- Non è peccato - La Quinceañera (Quinceañera) (2006)
- The Last of Robin Hood (2013)
- Still Alice (2014)
- Colette (2018)
- Dove la terra trema (Earthquake Bird) (2019)

### Produttore
- Brothers in Arms (2000)
- Devil Is a Bottom (2000)
- The Florida Erection: No One Likes Bush (2001)
- Porn Academy (2002)
- Pedro (2008)

### Attore
- Hustler White, regia di Bruce LaBruce (1996)
- Velvet Goldmine, regia di Todd Haynes (1998)

## Riconoscimenti
- Adult Erotic Gay Video Awards 1998
  - Miglior regista per Naked Highway e Dr. Jerkoff & Mr. Hard
  - Miglior sceneggiatura per Naked Highway
  - Miglior fotografia per Naked Highway
  - Miglior video dell'anno a Naked Highway
- AVN Awards 1998
  - Miglior regista (Gay Video) per Naked Highway
  - Miglior sceneggiatura (Gay Video) per Naked Highway
  - Miglior videografia (Gay Video) per Naked Highway
  - Miglior montaggio (Gay Video) per Dr Jerkoff and Mr Hard
- Adult Erotic Gay Video Awards 2000
  - Miglior sceneggiatura fantasy per Animus
  - Miglior video fantasy per Technical Ecstasy
- Grabby Awards 2001 – Miglior video comedy per Devil Is a Bottom
- Grabby Awards 2002 – Miglior sceneggiatura per Seven Deadly Sins: Gluttony
- GayVN Award 2002
  - Miglior regista per Seven Deadly Sins: Gluttony
  - Miglior sceneggiatura per Seven Deadly Sins: Gluttony
  - Miglior videografia per Seven Deadly Sins: Gluttony
  - Miglior montaggio (con Andrew Rosen) per Seven Deadly Sins: Gluttony
- Grabby Awards 2004
  - Miglior regista per The Hole
  - Miglior sceneggiatura per The Hole
- GayVN Awards 2004 – Miglior regista per The Hole
- AFI Fest 2004 – Premio del pubblico per il miglior documentario a Gay Republicans
- Sundance Film Festival 2006
  - Gran premio della giuria: U.S. Dramatic a Non è peccato – La Quinceañera
  - Premio del pubblico: U.S. Dramatic a Non è peccato – La Quinceañera
- Atlanta International Film Festival 2006 – Premio del pubblico per il miglior film a Non è peccato – La Quinceañera
- Humanitas Prize per Non è peccato – La Quinceañera
- Independent Spirit Awards 2007 – Premio John Cassavetes a Non è peccato – La Quinceañera